# Prvenstvo Jugoslavije u velikom rukometu 1948.
Prvenstvo Jugoslavije u velikom rukometu za 1948. godinu je osvojila gradska reprezentacija Zagreba.

## Poredak skupina i završnica prvenstva
| poz.    | klub      |    | poz.     | klub     |
| I grupa | I grupa   |    | II grupa | II grupa |
| ------- | --------- | -- | -------- | -------- |
| 1.      | Sarajevo  | 1. | Zagreb   |          |
| 2.      | Beograd   | 2. | Zadar    |          |
| 3.      | Osijek    | 3. | Beograd  |          |
| 4.      | Ljubljana |    |          |          |

| utakmice za plasman | utakmice za plasman | utakmice za plasman | utakmice za plasman |
| za mjesto           | pobjednička momčad  | poražena momčad     | rezultat            |
| ------------------- | ------------------- | ------------------- | ------------------- |
| za prvaka           | Zagreb              | Sarajevo            | 18:5                |
| za 3. mjesto        | Beograd             | Zadar               | 9:5                 |
| za 5. mjesto        | Osijek              | Subotica            | 11:5                |

### Konačni poredak
```
1. 
Zagreb

2. 
Sarajevo

3. 
Beograd

4. 
Zadar

5. 
Osijek

6. 
Subotica

7. 
Ljubljana
```